# Оскар Кадяч
Оскар Кадяч (ісп. Òscar Cadiach i Puig народився 22 жовтня 1952 в Барселоні) — всесвітньо відомий іспанський альпініст. Підкорив всі 14 найвищі восьмитисячники Землі.

## Життєпис
Оскар Кадяч зростав у Таррагоні. З 14 років почав цікавитися високогірними сходженнями і вже з 22 років працював інструктором при Escola Catalana d'Alta Muntanya (Каталонська вища альпійська школа).
У 1980-ті роки Оскар здійснює перші сходження на восьмитисячники, почавши з Нангапарбата, успішне сходження на цю вершину відбулося в 1984 році. В 1985 році він підкорив вершину Евереста, де Кадяч вперше без сторонньої допомоги пройшов технічно складну Другу сходинку. В 2013 році він долає 13-тий із запланованих восьмитисячників, а саме Гашербрум І.
В той же час багато мандрує Америкою і Африкою. Він також працює як фотограф і бере участь у низці документальних проектів. В документальному фільмі Al Filo de lo Imposible він грає роль Джорджа Меллорі. На зйомки фільму про сходження на Аконкагуа в 2003 році для каталонської ТБ-програми El Cim на TV3 (Catalonia) він привів шість досить перспективних молодих альпіністів.

## Підкорення восьмитисячників
Кадяч підкорював восьмитисячники в такому порядку:
1. Нангапарбат (8126 м) 07.08.1984
2. Еверест (8848 м) 28.08.1985, 2-ге сходження 17.05.1993
3. Шишабангма (8027 м) 04.10.1993
4. Чо-Ойю (8201 м) 29.09.1996, 2-ге сходження 04.05.1997
5. Макалу (8462 м) 19.05.1998
6. Гашербрум II (8035 м) 07.07.1999
7. Лхоцзе (8516 м) 23.05.2001
8. Манаслу (8163 м) 04.10.2011
9. Аннапурна (8091 м) 06.05.2012
10. Дхаулагірі (8167 м) on 25.05.2012
11. К2 (8611 м) 31.07.2012
12. Канченджанга (8586 м) 20.05.2013
13. Гашербрум І (8068 м) 29.07.2013[1]
14. Броуд-пік (8047 м) 27.07.2017[2]

#### Ресурси Інтернету
- Official website oscarcadiach.com[недоступне посилання з листопадаа 2019]
- Oscar Cadiach's Blog